# Arnaud Devolontat
Arnaud Devolontat (Reynal), né le 15 septembre 1969 à Perpignan, est un auteur-compositeur et metteur en scène français. Il est le fondateur de la compagnie Théâtre d’Art en 2000. 

## Parcours et collaborations artistiques
Auteur, compositeur, metteur en scène et fondateur de la compagnie Théâtre d’Art en 2000.
Autodidacte, il est l’auteur de 25 pièces de théâtre musical, parmi lesquelles l’opéra populaire L'étoile de mon Dali (nommé aux Musicals de Paris en 2007 dans la catégorie Meilleure création), l'inclassable Impudique, Vie au long (Coup de cœur ARTE SACD en 2010) ou encore Sur la terre du Petit Prince (Prix du jury au festival européen du théâtre en 2011).
En 1998, il foule la scène de l'Olympia de Paris avec Carpe Diem, l’une de ses premières créations.
De 2001 à 2005, il travaille et compose pour le poète Vital Heurtebize (4 fois lauréat de l'Académie Française).
En 2005, il rencontre le chorégraphe Emmanuel Le Menelec et travaille depuis en étroite collaboration.
De 2006 à 2013, il collabore avec le compositeur Daniel Tosi (Prix de Rome et de Médicis). 
En 2014 et 2015, il prend la direction théâtrale de l'Opéra Mosset, où il collabore avec le chef d'orchestre hollandais Thomas Geerts. 
En 2016, il se lance dans l'écriture et la mise en scène d'une création européenne, " Valjean Femme Univers'elle ", d’après les Misérables de Victor Hugo. Un théâtre opéra pour 25 artistes et un orchestre de 7 musiciens (Porto-Amsterdam-Paris-Avignon-Barcelone).
En 2020, après avoir créé "Madame Cloud", une satire théâtrale sur l'addiction aux réseaux sociaux, il est promu sociétaire de la SACD.
En 2021, il crée et met en scène la pièce théâtrale "Dessine moi un mouton" avec l'ESAT de Sorède. Le projet a été sélectionné pour les trophées de l'APAJH au carrousel du Louvre à Paris en novembre 2022.
En 2023, il crée et met en scène une pièce inspirée des œuvres de Lewis Carroll,“Alice(s)“.
En 2024, il est finaliste du concours national d’apprentisène à Paris pour “Adapter son langage”
En 2024, commence l’aventure Mon Chant de bataille, avec APF France Handicap

## Spectacles musicaux
- Carpe Diem (1998)
- Aile était une fois (2000)
- Le Désir d'A (2001)
- Au delà de l'Eden (2002)
- Laissez entrer le soleil (2003)
- L'Étoile de mon Dali (2004)
- Impudique (2005)
- Le grand jour (2008)
- Ours'eau (2009)
- Vie au long (2010)
- Small World (2014)
- Barbier de Séville (2015)
- Les Dix Vins de Gala (2016)
- Valjean Femme Universelle (2020)
- Alice(s) (2023)
- Mon chant de bataille (2024)

## Théâtres
- Impudique (2005)
- Seize minute (2008)
- Test amant (2009)
- Vie au long (2010)
- Sur la terre du Petit Prince (2011)
- S'il vous plaît (2015)
- Les Dix Vins de Gala (2016)
- Valjean (2020)
- #madame cloud(2020)
- Anamèse (2021)

## Discographie
- Le coeur en croix (1992)
- Univerciel (1994)
- Carpe diem (1995)
- Les sens ciel (1998)
- Parole d'auteur (1998)
- À défaut d'aimer (1999), label Cœur de Lion, Canada[3], CDLCD-1960
- Impudique (2005)